# 't Graeveveldt
't Graeveveldt is landgoed aan Valkeveenselaan 56, ten zuidoosten van landgoed Oud Naarden bij de Nederlandse plaats Naarden. In de omgeving liggen cultuurhistorische elementen als de heuvel Leeuwenberg, het landhuis Heerlijkheid en de landgoederen Drafna en Flevorama.
De oorspronkelijke Venus Eng werd rond 1657–1672 aangekocht door de Amsterdamse stadsbestuurder Andries de Graeff (1611–1678). De door hem aangelegde buitenplaats is naar hem genoemd. De naam van in het goed gelegen Venusberg werd gewijzigd in Leeuwenberg toen er een stenen leeuw op de Venusberg werd geplaatst voor een beter uitzicht richting de Zuiderzee. De pilasters met leeuwen van landgoed 't Graeveveldt aan de Valkeveenselaan stonden in de eerste helft van de 19e eeuw voor de ingang van de buitenplaats Valkeveen, het huidige speelpark Oud Valkeveen.
Toen in 1784 het landgoed Valkeveen werd gescheiden van Oud Naarden kwam ’t Graeveveldt in bezit van de Amsterdamse wijnkoper François Hugues die er tot zijn dood bleef wonen. In 1823 kwam het goed in eigendom van zijn dochter Jeanne Marie Hugues en zijn schoonzoon Joannes Petrus van Rossum (1778–1856), een Amsterdamse handelaar in Surinaamse suiker en tabak. Latere eigenaren waren Jacob Willem Mijnssen (1809-1880) en zijn vrouw Madelaine Henriette Françoise van Rossum (1812-1899). Van Rossums kleindochter Adolphine van Woensel Kooy - Mijnssen (1855-1915) liet een groot deel van 't Graeveveldt afzanden.